# 仏画
仏画（ぶつが）とは、広義には、仏教絵画全般を指し、仏伝、本生譚、浄土変相図（当麻曼陀羅など）、来迎図、二河白道図、六道絵などの仏教説話画、祖師絵伝、絵巻、祖師図、禅宗僧の肖像画でいう頂相、一般僧の肖像画なども含む。
狭義には仏教、特に密教系宗派の礼拝・儀式で使用される絵画。仏（如来）や菩薩、仏教で信仰される、インド古来の神々をはじめ、中国、日本の神々など、それ等を描いた絵画（単身像または群像）や曼荼羅（両界曼荼羅、別尊曼荼羅など）を含む。